# Synapturanus zombie
Synapturanus zombie  (лат.) — вид тропических лягушек из рода Synapturanus, описанный в 2021 году, и обитающий на востоке Гвианского щита: во Французской Гвиане и в Бразилии. Длина тела 39,3-39,9 мм, спина коричневая, с оранжевыми точками.
Лягушка получила свое название не из-за своих характеристик. Вместо этого исследователи выбрали эпитет, основывавшийся исключительно на том, как они выглядели, копаясь в грязи, чтобы найти Synapturanus zombie. Является угрожаемым видом.

## Описание
Голотипом является самец MNHN-RA-2020.0091, обнаруженный на высоте 600 м над уровнем моря, 3°01′23″ с. ш. 53°05′44″ з. д.. Длина тела самца — 39,3 мм; самки — 39,9 мм. Голова выпуклая сверху при взгляде с боку. Глаза маленькие, чуть больше половины расстояния между глазом и ноздрёй. Кончики пальцев сужаются, за исключением пальца IV, который имеет закругленный кончик. Подсуставные бугорки на пальцах не видны; тенарный бугорок большой и выступающий, ладонный бугорок нечеткий; пальцы с пре- и постаксиальной каймой (кроме постаксиальной на пальце IV), особенно развитой на пальцах II и III, где кайма тянется к основанию пальцев у самцов и самок; кончики пальцев расширены; внутренний плюсневой бугорок яйцевидный и заметный, наружный плюсневой бугорок нечёткий; окрас спины средне-коричневый с обильными пятнами и пятнами на спине, голове и конечностях (оранжевый при жизни, кремовый после фиксации), отсутствие полоски вдоль рострального угла глазной щели и верхнего века. Брюхо жемчужно-белое с редкими мелкими меланофорами, горло окрашено так же, как и спинка у самцов и самок; заметные вдавления на передне- и лобно-теменной, клиновидно-носовой перегородке и перегородке сильно окостенели, осевые отростки с увеличенными конечными отделами и самым верхним позвонком с луковичным невральным отростком, фаланги I-II пальца III короче пястных, большеберцовых и малоберцовых срастаются только на конечностях. Призыв состоит из тональной ноты длительностью 0,147–0,167 с с понижающей частотной модуляцией с доминирующей частотой 1,06–1,19 кГц. S. zombie отличается от Synapturanus rabus  значительно более крупными размерами (SVL = 37,0-42,1 мм у S. zombie; 16,2-19,0 мм у S. rabus); меньшими размерами глаз (3,9% от SVL у S. zombie, 7,3% от SVL у S. rabus); каймами на II и III пальцах (отсутствуют у S. rabus); выпуклой головой при взгляде сбоку (у S. rabus плоская при взгляде с боку); средне-коричневая спиной с многочисленными оранжевыми пятнами и пятнами при жизни (по сравнению с однотонной и равномерно тёмно-коричневой у S. rabus); в отсутствии полосы вдоль рострального угла глазной щели и верхнего века (по сравнению с имеющейся у S. rabus); призывом, состоящим из более длинных нот (0,147—0,167 с у S. zombie; 0,039 с у S. rabus); и наличием несросшихся большеберцовой и малоберцовой костей (по сравнению с сросшимися у S. rabus). S. zombie отличается от Synapturanus salseri более крупными размерами (SVL = 37,0-40,6 мм у самцов S. zombie; 23,7-26,4 мм у самцов S. salseri); в меньшими размерами глаз (3,9% от SVL у S. zombie; 5,4% от SVL у S. salseri); обширная бахрома на пальцах II и III (по сравнению с рудиментарной бахромой у S. salseri); выпуклая голова при взгляде сбоку (по сравнению с плоской при взгляде сбоку у S. salseri); средне-коричневой спиной с многочисленными оранжевыми пятнами и пятнами при жизни (у S. salseri пятна редки); отсутствием полосы вдоль рострального угла глазной щели и верхнего века (по сравнению с наличием прерывистой полосы у S. salseri); призывом, состоящим из более длинных нот (0,147—0,167 с у S. zombie; 0,079 с у S. salseri); наличие заметных вдавлений на передне- и лобно-теменном (по сравнению с незаметными у S. salseri), осевых отростках с увеличенными конечными частями (по сравнению с неувеличенными у S. salseri) и позвонком, соединяющимся с черепом с выпуклым нервным отростком (по сравнению с не выпуклым у S. salseri-); фаланги I-II пальца III короче пястных (по сравнению с более длинными у S. salseri). S. zombie отличается от Synapturanus mirandaribeiroi более крупными размерами тела (37,0-40,6 мм у самцов S. zombie; 26,6-30,8 мм у самцов S. mirandaribeiroi); меньшими размерами глаз (3,9% от SVL у S. zombie; 5,2% от SVL у S. mirandaribeiroi); пальцы II и III сужаются с хорошо развитой бахромой (по сравнению с рудиментарной бахромой и закругленными кончиками этих пальцев у S. mirandaribeiroi); средне-коричневой спиной с многочисленными оранжевыми пятнами и пятнами при жизни (по сравнению со средне-коричневой спинкой с размытым пёстрым рисунком у S. mirandaribeiroi); отсутствием полосы вдоль рострального угла глазной щели и верхнего века (по сравнению с полосой, имеющейся у S. mirandaribeiroi); и призывом, состоящим из тональных нот (по сравнению с импульсным у S. mirandaribeiroi).
Туловище крепкое; длина головы (20% от SVL) равна ширине; кожа на спине и на брюхе гладкая от головы до клоаки; linea masculina при жизни видна через полупрозрачную кожу на брюшке, тянется вентролатерально от подмышечной впадины до паха; надбарабанная складка, идущая от заднего угла глаза, изгибаясь к подмышечной впадине, переходит в затылочную (постцефалическую) складку и горловую складку; есть наличие грудной складки; рыло длинное и сильно выступающее, значительно выступает за конец нижней челюсти (2,73 мм), вершина закруглена при осмотре сверху и сбоку. Глаза маленькие, 66% EN; ноздри расположены латерально, ближе к кончику рыла (1,75 мм) чем на глаз (2,27 мм); ростральный угол глахной щели округлый, лореальная область сильно вогнутая, бороздчатая; EN 32% HL. Барабанная полость скрыта и различима только антеровентрально, постеродорсально скрыта надтимпанальной складкой; хоаны маленькие (50% ED), каплевидные, расположены переднелатерально, без одонтофора. Передние конечности прочные, кожа гладкая; передние конечности занимают 20% от SVL; палец II длиннее, чем палец I, когда пальцы прижаты; пальцы короткие, кончики сужаются, не перепончатые, с пре- и постаксиальной бахромой (кроме постаксиальной на пальце IV), особенно развитой на пальцах II и III, где бахрома тянется к основанию пальцев; нет перепонок; относительная длина прижатых пальцев III > IV > II > I; подсуставные бугорки на пальцах не видны; тенарный бугорок большой и выступающий, ладонный бугорок нечеткий. Непигментированные надкарпальные подушечки железистые. Задние конечности прочные, кожа на них гладкая; TL 35% от SVL; FL 37% SVL; относительная длина прижатых пальцев IV > III > V > II > I; I палец очень короткий, его кончик достигает основания II пальца при прижатии пальцев; пальцы без перепонок, кончики равны ширине пальцев. Пальцы без перепонок, с узкими пре- и постаксиальными бахромками. Подсуставные бугорки на пальцах не видны; внутренний плюсневой бугорок яйцевидный, крупный (1,2 мм) и выступающий, наружный плюсневой бугорок нечеткий. Метатарзальная складка отсутствует.
Прозрачная перегородка у S. zombie более окостенелая, чем у S. salseri и S. mesomorphus. Позвонок, соединяющийся с черепом крупный и развитый, с выпуклым невральным отростком и впадиной с каждой стороны тела позвонка, а задняя невральная дуга несет гребень, начинающийся от постзигапофиза и доходящий до неврального отростка. Дополнительный зачаток пальца выступает сбоку.
Окраска спины средне-коричневая с многочисленными оранжевыми пятнами и пятнами на спине, голове и конечностях. Бока светло-коричневые с обильными оранжевыми пятнами и пятнами. Полоса вдоль рострального угла глазной щели и верхнего века отсутствует, но несколько выровненных пятен образуют прерывистый ряд. Рыло белое, непигментированное. Горло средне-коричневое с оранжевыми пятнами; брюшко полупрозрачное жемчужно-белое с мелкими меланофорами. Верх и предплечье, а также тыльные поверхности бедра, голени и предплюсны по цвету сходны с тыльной стороной. Надкарпальная железистая подушечка полупрозрачная белая. После четырех лет пребывания в 70% этаноле цвет образца поблек, оранжевые пятна и пятна стали такими же белыми, как железистая надкарпальная подушечка.

### Вариация
Половой диморфизм проявляется в наличии надкарпальной подушечки у самцов и различий в размерах тела, хотя самцы и самки перекрываются в SVL, и этот половой диморфизм остаётся едва уловимым. Linea masculina при жизни видна через полупрозрачную кожу на брюхе у самцов. Жёлтые яичники видны в живую через полупрозрачную кожу у самок и также после фиксации. Окраска исследованных экземпляров мало различается, основная окраска спины варьирует от светло- до средне-коричневой с пятнами рыжего или желтоватого цвета в жизни.

### Голос
Четыре особи, кричавшие из подземных туннелей, были зарегистрированы с расстояния около 2 м при температуре воздуха от 22 до 24 °C (внутри галерей температура неизвестна). S. zombie издает одиночные тональные ноты (средняя длина ноты = 0,154, диапазон 0,147–0,167 с) в среднем каждые 8,47 с (диапазон 8,20–9,90 с). Спектральная структура ноты имеет развитую гармоническую структуру, а доминирующая частота составляет в среднем 1,11 кГц (диапазон 1,06–1,19 кГц) с сильной нисходящей модуляцией (около 0,1–0,2 кГц).

## Биология
S. zombie был обнаружен на хорошо дренированных твердых почвах, в девственном лесу на склонах массивов и песчаных почвах. Они роют туннели, из которых кричат самцы, находящиеся на расстоянии нескольких метров друг от друга, во время и после проливных дождей в течение недель, предшествующих сезону дождей (октябрь-ноябрь). Самки, вероятно, используют те же туннели, так как они были найдены при поиске источника крика. Предполагается, что способ размножения этого вида аналогичен способу размножения родственных ему видов, хотя это необходимо подтвердить полевыми наблюдениями.
S. zombie известен только из шести групп популяций во Французской Гвиане (Savane Virginie/Mataroni, Trois Pitons, Saut Maripa, Alikéné, Saul, Itoupé, Mont Chauve) и одной популяции в Амапе, Бразилия (Oiapoque). Дополнительным вероятным местонахождением в Амапе является «Ривьер-Лунье» (Верхняя Рио-Кальсуэн-О-Карсевенн) (2°22′24″ с. ш. 51°22′42″ з. д.), но оно соответствует утерянному образцу из MNHN (J. Lescure). Этот вид, скорее всего, является эндемиком самой восточной части Гвианского щита. Во Французской Гвиане S. mirandaribeiroi встречается в юго-западном углу территории, и эти виды, по-видимому, не встречаются вместе, что предполагает наличие границы в их соответствующих ареалах и, возможно, исключения. S. zombie отсутствует в северо-западной части Французской Гвианы с предполагаемой границей на уровне бассейна Approuague, модель распространения аналогична модели распространения нескольких других видов, таких как Amazophrynella teko и Leptodactylus longirostris. S. zombie встречается на высоте от 100 до 600 м над уровнем моря. Его ареал, скорее всего, невелик, а популяции кажутся изолированными друг от друга, но обнаружить этот вид настолько сложно, что это остается спекулятивным. Некоторые из известных популяций встречаются на охраняемых территориях во Французской Гвиане (например, в Парк Амазоньен де Гиан).